# Felipe González
Felipe González Márquez GCC (Sevilha, 5 de março de 1942) é um político espanhol. Foi secretário-geral do Partido Socialista Operário Espanhol (PSOE) de 1974 a 1997. Foi o terceiro presidente do Governo desde a reinstauração da democracia na Espanha, de 1982 a 1996.
O seu mandato de presidente do Governo, durante 13 anos e meio, foi um dos mais longos não já da democracia, senão da história moderna da Espanha. Sob a sua direção, o PSOE conseguiu duas maiorias absolutas consecutivas: a histórica de 1982, com 202 deputados no Congresso, e em 1986, eleições nas quais obteve 184 deputados; assim mesmo, em 1989, obteve 175 deputados, exatamente a metade dos que compõem o Congresso. Pelo contrário, em 1993, o PSOE perdeu a maioria absoluta, já que obteve 159 deputados, tendo que pactuar com Convergència i Unió (CiU). Em 1996, perdeu as eleições, obtendo 141 deputados por 156 do Partido Popular (PP). Em 2000, conseguiu uma ata como deputado ao Congresso dos Deputados; cargo que ficou até se retirar da política ativa em agosto de 2004. Durante 2008, o seu nome soou como um dos possíveis candidatos a presidir a União Europeia com Jean-Claude Juncker e Tony Blair.

## Inícios (1942-1981)
De origem social modesta, Felipe González realizou os seus estudos no Instituto Santo Isidoro e no Colégio dos Padres Claretianos, em Sevilha. Completaria, posteriormente, a licenciatura em Direito na Universidade de Sevilha. De entre os seus quatro irmãos foi o único a frequentar a universidade.
Durante a sua juventude, González militou nas Juventudes Universitárias de Ação Católica e nas Juventudes Obreras Católicas ("Juventudes Operárias Católicas"), de inspiração democrata-cristã. Em 1962, afiliou-se às Juventudes Socialistas para se incorporar ao PSOE dois anos depois. Em 1965, finaliza os seus estudos de direito e, em 1966, começa a exercer como advogado trabalhista em Sevilha. Nesse tempo, entre 1965 e 1969, foi membro do comitê provincial do PSOE em Sevilha, de 1969 a 1970 do Comitê Nacional e, a partir de 1970, figurou na Comissão Executiva, utilizando a alcunha de "Isidoro" na clandestinidade. Em 1971, foi detido por participar em manifestações contrárias ao regime ditatorial do general Francisco Franco.
Nesses anos, iniciava-se um movimento de renovação nas filas socialistas, quando todo o interior e uma parte do exílio intentavam deslocar a direção que encabeçava, desde o exílio, o secretário geral Rodolfo Llopis, posição que acabaria triunfando no Congresso da UGT de 1971 e no do PSOE de 1972. Neste último, Llopis recusou aceitar a sua destituição, provocando uma ruptura em dois partidos: o PSOE Histórico de Llopis, e o PSOE Renovado - com uma direção colegiada no interior, um de cujos membros era González.
O Congresso de 1974 do PSOE Renovado, celebrado em Suresnes (França), seria o da ordenação dessa renovação, mediante a escolha de um primeiro secretário. Um pacto entre o núcleo andaluz e o basco propiciaria a designação de Felipe González. Depois das eleições democráticas de 1977 converteu-se em deputado a Cortes e líder do partido majoritário da oposição, o que voltou a repetir em 1979, tornando-se em alternativa de governo, ao conseguir 121 deputados.
A pretensão de González de o partido abandonar os seus postulados marxistas e evoluir para a socialdemocracia reformista, terminou com uma derrota das suas teses no Congresso de Maio de 1979 frente da ala esquerda do PSOE, se bem que o secretário geral terminaria por impor o seu liderado e as suas teses no Congresso Extraordinário de Setembro desse mesmo ano.

## Presidente de Governo (1982-1996)
Obteve uma histórica vitória do PSOE em 28 de Outubro de 1982, com 48,11% dos sufrágios e 202 deputados, sendo a primeira maioria absoluta de um partido na democracia na Espanha, além de ostentar a cifra mais alta de deputados até esta data. Foi eleito presidente do Governo espanhol pelo Congresso dos Deputados, e encabeçou um governo com Alfonso Guerra de vice-presidente. Esta vitória implicou que formasse governo, pela primeira vez desde as eleições gerais de 1936, um partido de esquerdas. Além disso, culminou o período histórico conhecido como a transição espanhola iniciando-se a II Legislatura.
Felipe González ganhou também as eleições de 1986, 1989 e 1993, retirando-se da primeira linha política após perder pela mínima as de 1996:
- Nas eleições de 1986 manteve a maioria absoluta com 184 deputados;
- Nas eleições de 1989 o PSOE ficou a um deputado da maioria absoluta, com 175 cadeiras (a metade exata do Congresso);
- Nas eleições de 1993 conseguiu 159 cadeiras, 16 menos do que em 89, embora ganhasse ao obter 18 mais que o PP (que obteve 141);
- Nas eleições de 1996 perdeu 18 deputados a respeito das de 93, com 141 deputados, tornando-se ganhador esta vez o PP, com 156, com tão somente um ponto de diferença.

### Economia
Seguiu uma política econômica liberal (privatizações, impostos baixos para as empresas) combinada com numerosas reformas sociais. Entre as suas decisões mais criticadas esteve a desapropriação de Rumasa, um imenso holding industrial implicado em ações fraudulentas. Sofreu as primeiras greves gerais da democracia, o que trouxe o distanciamento do seu partido do sindicato União Geral de Trabalhadores (UGT), também criado pelo fundador do PSOE Pablo Iglesias Posse, e à ruptura da sua amizade com o secretário geral do sindicato Nicolás Redondo, o seu valedor em Suresnes.
Os seus governos levaram a cabo a necessária reconversão industrial, e a modernização e universalização tanto do sistema educacional espanhol, como do sistema sanitário e de segurança social, bem como uma ampliação e modernização das infraestruturas, financiada mediante um aumento da dívida pública e os Fundos de Desenvolvimento da União Europeia.
Estas reformas promovem o investimento mas conduzirão a uma grave crise económica nos seus últimos anos de poder, gerando uma taxa de desemprego superior a 20% e um forte aumento da dívida.

### Modernização
Simultaneamente a que durante o seu governo houve um considerável crescimento econômico, estimulado pela adesão da Espanha à União Europeia, que levou o país pela via da modernização, ocorreu assim mesmo um processo de liberalização na moral e nos costumes, em claro contraste com a dura repressão da ditadura franquista.
Levou a cabo uma tarefa de modernização e aproximação do exército à sociedade, acabando com o fantasma permanente de um novo golpe de Estado.

### Política exterior
Defendeu a abertura do país para o exterior e as relações com a Europa, os Estados Unidos e a América Latina. Apoiou a permanência da Espanha na OTAN, convocando um referendo em 1986, apesar de se ter oposto à sua entrada durante o governo do seu antecessor Leopoldo Calvo-Sotelo. Apoiou, com o envio de tropas e com apoio logístico, as forças aliadas na primeira Guerra do Golfo de 1991.
Sob o seu governo, Espanha uniu-se à Comunidade Econômica Europeia em 1985, sendo a entrada efetiva em Janeiro de 1986.
Recusou abolir o serviço militar obrigatório, com o argumento de um hipotético exército profissional ser, na sua opinião, um exército de "mercenários", que estaria composto na sua maioria por pessoas procedentes de estratos sociais humildes. Esta última afirmação foi, em parte, confirmada posteriormente ao ter sido necessária a abertura do voluntariado para os emigrantes, economicamente precisados, frente da falta de candidatos espanhóis.
Também se celebraram durante o seu mandado as Olimpíadas de Barcelona e a Exposição Universal de Sevilha de 1992.

### Final de governo
Durante a sua última etapa de governo, ocorreram vários escândalos de corrupção. Além disso, saiu, à luz pública, o terrorismo de estado (GAL), no qual se viram envolvidos membros do seu governo.
Em Junho de 2020, a CIA desclassificou informações confirmando que Felipe González tinha autorizado a criação dos GAL.
No final do seu mandato as condições da economia espanhola não eram as mais idôneas: 3,5 milhões de parados, 5,5% de deficit público e uma dívida de 60 bilhões de pesetas (360 000 milhões de euros), se bem que a partir de 1994 o país iniciava uma clara recuperação econômica, passando de uma recessão de 1,1% do PIB em 1993 a um crescimento da economia de 2%. Do mesmo jeito, o nível de inflação, que terminou 1993 em 4,9%, passou entre 1994 e 1996 a 3,5%. Pela sua vez, o desemprego, que em 1994 atingia a taxa de 24%, passou no final da presidência de González a se situar por baixo de 22%. Todos estes signos auguravam o fim da crise econômica internacional de 1992-1993 e o começo de um novo ciclo de expansão econômica que consolidou o PP.
Durante a sua etapa de Governo, Espanha abandonou o seu atraso secular e posicionou-se entre os países mais dinâmicos a nível econômico e de costumes, no contorno europeu.

## Perda eleitoral
González perdeu as eleições de 1996 por uma estreita margem, em favor do Partido Popular de José María Aznar.
No 34º Congresso do partido, celebrado em Madrid entre os dias 20 e 22 de Junho de 1997, demitiu por surpresa e foi substituído na Secretaria General por Joaquín Almunia. A 23 de Fevereiro de 1998 foi nomeado Filho Predileto de Andaluzia. Foi deputado por Madrid até as eleições gerais de 2000, nas quais se apresentou ao Congresso na lista eleitoral do PSOE por Sevilha. Renunciou a apresentar-se às eleições gerais de 2004. Quase retirado da política durante dez anos (1997-2007), preside a Fundação Progresso Global e é presidente de Honra da Fundação Tomás Meabe. Faz parte do Comitê Federal do PSOE e do Conselho de Política Internacional do mesmo partido, e atualmente também se dedica a desenhar jóias e esculpir.
O rei ofereceu um título nobiliário a Felipe González (como já ocorrera com Adolfo Suárez ou Leopoldo Calvo-Sotelo), quando o dirigente socialista abandonou o Governo. González recusou amavelmente o oferecimento por razões de coerência pessoal e política.

## Embaixador extraordinário e Presidente dossábiosdaUnião Europeia(2007-)
A 26 de Julho de 2007 foi anunciado o sua nomeação, ao dia seguinte, pelo Conselho de Ministros, como embaixador plenipotenciário e extraordinário para a celebração do bicentenário da independência da América, celebrações que arrancarão no México em 2010. A 24 de Outubro constituiu-se formalmente, no Congresso dos Deputados, e sob a presidência de María Teresa Fernández de la Vega, vice-presidenta do Governo, a Comissão para comemorar o bicentenário da independência das Repúblicas Ibero-americanas, celebrando-se a seguir a sua primeira reunião, na qual foi designado o Comitê Executivo da Comissão, composto do seguinte jeito:
- Presidente: Miguel Ángel Moratinos, ministro de Assuntos Exteriores e de Cooperação.
- Vocais:
  - Felipe González, embaixador extraordinário e plenipotenciário para a Comemoração;
  - César Antonio Molina, ministro de Cultura;
  - Trindad Jiménez, secretária de Estado para Ibero-América;
  - Leire Pajín, secretária de Estado de Cooperação Internacional (desde a 12 de Julho de 2008, Soraya Rodríguez[13]);
  - José Enrique Serrano Martínez, diretor do Gabinete do presidente do Governo;
  - Anunciada Fernández de Córdova, diretora geral de Organismos Multilaterais Ibero-americanos.

A 14 de Dezembro de 2007, os chefes de Estado e de Governo da União Europeia, reunidos em Conselho Europeu em Bruxelas, designaram a González como presidente do Grupo de Reflexão sobre o futuro da Europa ou Comitê de Sábios, formado por até nove personalidades de reconhecido prestígio político e acadêmico, com o encarrego de apresentar um informe, em Junho de 2010, sobre o rumo e objetivos da União para o horizonte dos anos 2020 a 2030, aludindo a que questões deverá se enfrentar a Europa até esses anos no referente ao seu modelo econômico e social, o Estado de Direito, o meio ambiente, a estabilidade global, a imigração, a energia e a mudança do clima, o crime organizado e o terrorismo, e como deverá responder frente de elas. Também haverá de refletir sobre o modo de conseguir um maior aproximação da União aos seus cidadãos para uma melhor atenção das suas necessidades e aspirações.
Para o exercício tanto do seu cargo de embaixador como de presidente do Grupo de Reflexão sobre o futuro da Europa, González mudou o seu escritório, na Primavera de 2008, para o Palácio de Viana, em Madrid, propriedade do Ministério de Assuntos Exteriores e de Cooperação.
A 26 de maio de 2008, o ministro de Assuntos Exteriores francês, Bernard Kouchner, confirmou o apoio do seu país à candidatura de Felipe González como presidente da União Europeia.

## Retirada da política ativa
Tornou-se o "lobista" do empresário mexicano Carlos Slim e é membro do conselho de administração da multinacional Gás Natural. Continua envolvido na política, aconselhando, entre outros, Henrique Capriles, um dos líderes da oposição venezuelana. Em 2015, ofereceu-se para assessorar os processos para a libertação dos presos políticos da Venezuela (como Leopoldo López, marido da ativista Lilian Tintori) e, como mediador entre a oposição e o regime chavista do presidente Nicolás Maduro.
É o proprietário de um finca de 120 hectares avaliado em 1 milhão de euros em província de Cáceres. Em 2014, receberá a nacionalidade colombiana, sendo amigo do Presidente Juan Manuel Santos.
A sua esposa foi nomeada no escândalo dos Panamá Papers em 2016.
Em 2016, ele opõe-se a Pedro Sánchez, o secretário-geral do PSOE (finalmente demitido pelos líderes do partido) e apoia a recondução do governo conservador de Mariano Rajoy, a fim de evitar uma crise política.

## Livros publicados
- Un discurso ético (1982).
- El Socialismo (1997).
- El futuro no es lo que era (co-autor com Juan Luis Cebrián; 2001).
- Memorias del futuro (2003).